# Yamaha FJ1200
A Yamaha FJ1200 egy túra-sport modell levegő-olajhűtéssel, 4 ütemű DOHC 4-szelepes, soros 4-hengeres motorral. Laterális felépítésű, masszív négyszög keresztmetszetű acélcsőből készült vázzal készült. 1984-ben debütált. Miután sikert aratott a túramotorosok között az FJ 1100-as változatából kifejlesztették az 1200-as modellt, majd ezt követte Európában az ABS-el is felszerelt FJ1200A.

## Műszaki adatok
|                   | FJ1100                                            | FJ1200                                            |
| ----------------- | ------------------------------------------------- | ------------------------------------------------- |
| Motor             | 1097cc, 4 ütemű, négy hengeres, léghűtéses, soros | 1188cc, 4 ütemű, négy hengeres, léghűtéses, soros |
| Furat mérete      | 74 x 63.8 mm                                      | 77 x 63.8 mm                                      |
| Tömörítési arány  | 9.5:1                                             | 9.7:1                                             |
| Üzemanyagrendszer | Mikuni BS36 36mm porlasztó x 4                    | Mikuni BS36 36mm porlasztó x 4                    |
| Kenés             | Nedves olajteknő                                  | Nedves olajteknő                                  |
| Gyújtás           | TCI (digitális)                                   | TCI (digitális)                                   |
| Váltó             | 5-sebességes                                      | 5-sebességes                                      |
| Differenciálmű    | Lánc                                              | Lánc                                              |
| Teljes hosszúság  | 2230 mm (87.8 in)                                 | 2235 mm (88 in)                                   |
| Teljes szélesség  | 730 mm (28.7 in)                                  | 775 mm (30.5 in)                                  |
| Teljes magasság   | 1230 mm (48.4 in)                                 | 1245 mm (49 in)                                   |
| Seat magasság     | 780 mm (30.7 in)                                  | 790 mm (31.1 in)                                  |
| Hasmagasság       | 140 mm (5.5 in)                                   | 140 mm (5.5 in)                                   |
| Tengelytávolság   | 1490 mm (58.7 in)                                 | 1495 mm (58.9 in)                                 |
| Őnsúly            | 261.0 kg (575.4 pounds)                           | 259.0 kg (571.0 pounds)                           |
| Első fék          | 2 fékmunkahengeres                                | 2 fékmunkahengeres                                |
| Hátsó fék         | 1 fékmunkahengeres                                | 1 fékmunkahengeres                                |
| Első gumi         | 120/80-VR16                                       | 120/70-VR17                                       |
| Hátsó gumi        | 150/80-VR16                                       | 150/80-VR16                                       |
| Tank              | 24.5 L (6.5 US gal, 5.4 Imp gal)                  | 22 L (5.81 US gal, 4.8 Imp gal)                   |

## Külső hivatkozások
- Yamaha motorkerékpárok